# RenderWare
RenderWare est un moteur de jeu incluant un moteur 3D, utilisé pour réaliser beaucoup de jeux vidéo, et créé par Criterion Games.

## Liste des jeux
| Jeu                                                      | Année        | Plate-forme(s)                                                                                 | Editeur/Développeur                                            |
| -------------------------------------------------------- | ------------ | ---------------------------------------------------------------------------------------------- | -------------------------------------------------------------- |
| AFL Live 2003                                            | 2002         | PlayStation 2, Xbox                                                                            | IR Gurus                                                       |
| AFL Live 2004                                            | 2003         | PlayStation 2, Xbox                                                                            | IR Gurus                                                       |
| AFL Live Premiership Edition                             | 2004         | PlayStation 2, Xbox                                                                            | IR Gurus                                                       |
| AFL Premiership 2005                                     | 2005         | PlayStation 2                                                                                  | IR Gurus                                                       |
| AFL Premiership 2006                                     | 2006         | PlayStation 2                                                                                  | IR Gurus                                                       |
| AFL Premiership 2007                                     | 2007         | PlayStation 2                                                                                  | IR Gurus                                                       |
| Airport Tycoon                                           | 2000         | PC                                                                                             |                                                                |
| AirBlade                                                 | 2002         | PlayStation 2                                                                                  | Criterion Games/Software (The makers of the RenderWare engine) |
| Astérix & Obélix XXL                                     | 2004         | PlayStation 2, Gamecube, PC                                                                    | ATARI/Étranges Libellules                                      |
| Apache: Air Assault                                      | 2010         | PC                                                                                             |                                                                |
| Backyard Basketball 2004                                 | 1999–present | PC, PlayStation 2, Xbox 360, Nintendo Wii, Nintendo DS, PC, Nintendo GameCube, GameBoy Advance | Various                                                        |
| Battlefield 2: Modern Combat                             | 2005         | PlayStation 2, Xbox, Xbox 360                                                                  | DICE                                                           |
| Black                                                    | 2006         | PlayStation 2, Xbox,                                                                           | Criterion Games/Electronic Arts                                |
| Bleach: Erabareshi Tamashii                              | 2005         | PlayStation 2                                                                                  | Sony Computer Entertainment                                    |
| Blitz: The League                                        | 2005         | PlayStation 2, Xbox                                                                            | Midway Games                                                   |
| Bratz: Rock Angelz                                       | 2004         | PlayStation 2, GameCube, PC                                                                    | Blitz Games, AWE Games                                         |
| Broken Sword: The Sleeping Dragon                        | 2003         | PlayStation 2, PC, Xbox                                                                        | The Adventure Company, THQ                                     |
| Bully                                                    | 2006         | PlayStation 2                                                                                  | Rockstar Games                                                 |
| Burnout                                                  | 2001         | GameCube, PlayStation 2, Xbox                                                                  | Criterion Games/Acclaim Entertainment                          |
| Burnout 2: Point of Impact                               | 2002         | GameCube, PlayStation 2, Xbox                                                                  | Criterion Games/Acclaim Entertainment                          |
| Burnout 3: Takedown                                      | 2004         | PlayStation 2, Xbox                                                                            | Criterion Games/Electronic Arts                                |
| Burnout Legends                                          | 2005         | Nintendo DS, PSP                                                                               | Criterion Games (PSP)/Electronic Arts                          |
| Burnout Revenge                                          | 2005         | PlayStation 2, Xbox, Xbox 360                                                                  | Criterion Games/Electronic Arts                                |
| Burnout Dominator                                        | 2007         | PlayStation 2, PSP                                                                             | Electronic Arts                                                |
| Burnout Paradise                                         | 2008         | PlayStation 3, Xbox 360, PC                                                                    | Criterion Games/Electronic Arts                                |
| Call of Duty: Finest Hour                                | 2004         | GameCube, PlayStation 2, Xbox                                                                  | Activision Publishing                                          |
| Chinese Paladin 4                                        | 2007         | PC                                                                                             | Softstar Shanghai, Softstar Entertainment Inc. (Taipei)        |
| Chinese Paladin 5                                        | 2011         | PC                                                                                             | Softstar Beijing, Softstar Entertainment Inc. (Taipei)         |
| Chinese Paladin Online                                   | 2009         | PC                                                                                             | Softstar Taipei, Softstar Entertainment Inc. (Taipei)          |
| City Crisis                                              | 2001         | PlayStation 2                                                                                  | Syscom Entertainment, Take-Two Interactive                     |
| Cold Fear                                                | 2005         | PlayStation 2, Xbox, PC                                                                        | Darkworks, Ubisoft                                             |
| Cold Winter                                              | 2005         | PlayStation 2                                                                                  | Vivendi Universal Games Inc.                                   |
| Commandos: Strike Force                                  | 2006         | PlayStation 2, PC, Xbox                                                                        | Eidos Interactive                                              |
| Corvette Evolution GT                                    | 2006         | PlayStation 2, PC                                                                              | Black Bean, Milestone                                          |
| Crackdown                                                | 2007         | Xbox 360                                                                                       | Microsoft Game Studios                                         |
| Darkwatch                                                | 2005         | PlayStation 2, Xbox                                                                            | Capcom                                                         |
| Dave Mirra Freestyle BMX                                 | 2000         | PC, PlayStation, DreamCast, GBC                                                                | Z-Axis Ltd., Acclaim                                           |
| Dream of Mirror Online                                   | 2005         | PC                                                                                             | Softstar Taipei, Softstar Entertainment Inc. (Taipei)          |
| DreamMix TV World Fighters                               | 2003         | PlayStation 2, Gamecube                                                                        | Red Entertainment                                              |
| Eve: Burst Error Plus                                    | 2003         | PlayStation 2                                                                                  | Game Village                                                   |
| Evil Dead: Regeneration                                  | 2005         | PlayStation 2, Xbox, Windows                                                                   | Cranky Pants Games, THQ                                        |
| Fate/unlimited codes                                     | 2008         | Arcade, PlayStation 2, PSP                                                                     | Type-Moon, Cavia, Eighting, Capcom                             |
| Football Generation                                      | 2003         | Windows                                                                                        | 1C Company, FX Interactive, Take-Two Interactive               |
| Frank Herbert's Dune                                     | 2001         | PlayStation 2, PC                                                                              | Cryo Interactive Entertainment                                 |
| Gauntlet: Seven Sorrows                                  | 2005         | PlayStation 2, Xbox                                                                            | Midway Home Entertainment Inc.                                 |
| G-Nome                                                   | 1998         | PC                                                                                             | 7th Level                                                      |
| Grand Theft Auto III                                     | 2001         | PlayStation 2, Windows, Xbox                                                                   | Rockstar Games                                                 |
| Grand Theft Auto: San Andreas                            | 2004         | PlayStation 2, Windows, Xbox                                                                   | Rockstar Games                                                 |
| Grand Theft Auto: Vice City                              | 2002         | PlayStation 2, Windows, Xbox                                                                   | Rockstar Games                                                 |
| Headhunter: Redemption                                   | 2004         | PlayStation 2, Xbox                                                                            | SEGA of America                                                |
| Hudson Selection Vol. 3: PC Genjin                       | 2003         | PlayStation 2, GameCube                                                                        | Hudson Soft                                                    |
| Käpt'n Blaubär - Bannig auf Zack                         | 2005         | PC                                                                                             | Tivola, partnership arranged by Spirit.de                      |
| Kamen Rider: Seigi no Keifu                              | 2005         | PlayStation2                                                                                   | Bandai, Cavia                                                  |
| Kill Switch                                              | 2003         | PlayStation 2, PC, Xbox                                                                        | Hip Interactive, Namco Hometek                                 |
| killer7                                                  | 2005         | PlayStation 2, GameCube                                                                        | Capcom                                                         |
| Madagascar                                               | 2005         | GameCube, PlayStation 2, PC, Xbox                                                              | Activision Publishing                                          |
| Manhunt                                                  | 2003         | PC, PlayStation2, Xbox                                                                         | Rockstar North                                                 |
| Max Payne 2: The Fall of Max Payne                       | 2003         | PlayStation 2, Xbox                                                                            | Rockstar Vienna                                                |
| MLB 2K5                                                  | 2004         | Playstation 2, Xbox                                                                            |                                                                |
| Mortal Kombat: Armageddon                                | 2006         | PlayStation 2, Xbox, Wii                                                                       | Midway Home Entertainment Inc.                                 |
| Mortal Kombat: Deadly Alliance                           | 2002         | Game Boy Advance, GameCube, PlayStation 2, Xbox                                                | Midway                                                         |
| Mortal Kombat: Deception                                 | 2004         | GameCube, PlayStation 2, Xbox                                                                  | Midway Home Entertainment                                      |
| Nana                                                     | 2005         | PlayStation 2                                                                                  | Konami                                                         |
| NBA Ballers                                              | 2004         | PlayStation 2, Xbox                                                                            | Midway, Midway Games                                           |
| NFL Blitz 20-03                                          | 2002         | PlayStation 2, Gamecube, Microsoft Xbox                                                        | Midway                                                         |
| NRL Rugby League                                         | 2003         | PlayStation 2, PC, Xbox                                                                        | Tru Blu Entertainment                                          |
| ObsCure                                                  | 2004         | PlayStation 2, Windows, Xbox                                                                   | DreamCatcher Interactive, MC2 France, MC2-Microïds             |
| Outlaw Golf 2                                            | 2004         | PlayStation 2, Xbox                                                                            | Global Star Software                                           |
| Premier Manager 2005/2006                                | 2005         | PC, PlayStation 2                                                                              | ZOO Digital Publishing                                         |
| Pro Evolution Soccer 2                                   | 2002         | PlayStation, PlayStation 2, PC                                                                 | Konami                                                         |
| Rayman 2: Revolution                                     | 2000         | Playstation 2                                                                                  | Ubisoft                                                        |
| Red Jets                                                 | 2006         | PC                                                                                             | InterActive Vision                                             |
| Rich Man 7                                               | 2003         | PC                                                                                             | Softstar Beijing, Softstar Entertainment Inc. (Taipei)         |
| Rich Man 7 Plus: Touring Formosa/Touring Hong Kong       | 2004         | PC                                                                                             | Softstar Beijing, Softstar Entertainment Inc. (Taipei)         |
| Rich Man 8                                               | 2006         | PC                                                                                             | Softstar Beijing, Softstar Entertainment Inc. (Taipei)         |
| Rich Man Universe Online                                 | 2010         | PC                                                                                             | Softstar Beijing, Softstar Entertainment Inc. (Taipei)         |
| Risk: Global Domination                                  | 2003         | PlayStation 2                                                                                  | Cyberlore Studios/Atari                                        |
| RoboCop                                                  | 2003         | PC, PlayStation 2, Xbox                                                                        | Titus                                                          |
| Scorched Planet                                          | 1996         | PC                                                                                             | Virgin Interactive/Criterion Games                             |
| S.C.A.R. - Squadra Corse Alfa Romeo                      | 2005         | PlayStation 2, Xbox, PC                                                                        | Black Bean, Milestone                                          |
| Scar of Sky Online                                       | 2010         | PC                                                                                             | Softstar Taipei, Softstar Entertainment Inc. (Taipei)          |
| Secret Weapons Over Normandy                             | 2003         | PlayStation 2, Xbox, PC                                                                        | Lucas Arts/Totally Games                                       |
| Shadow the Hedgehog                                      | 2005         | PlayStation 2, GameCube, Xbox                                                                  | SEGA/Sonic Team USA                                            |
| Sonic Heroes                                             | 2003         | PlayStation 2, GameCube, Xbox, PC                                                              | SEGA/Sonic Team USA                                            |
| SpongeBob SquarePants: Battle for Bikini Bottom          | 2003         | GameCube, PlayStation 2, PC, Xbox                                                              | THQ, Heavy Iron Studios, Aspyr                                 |
| Stardom 3                                                | 2005         | PC                                                                                             | Softstar Taipei, Softstar Entertainment Inc. (Taipei)          |
| Stardom 3 Plus: Valse of Fame                            | 2006.01      | PC                                                                                             | Softstar Taipei, Softstar Entertainment Inc. (Taipei)          |
| Stardom 3 Plus: Argent Fantasy                           | 2006.12      | PC                                                                                             | Softstar Taipei, Softstar Entertainment Inc. (Taipei)          |
| Stardom 3 Plus: Sweet Melody                             | 2007         | PC                                                                                             | Softstar Taipei, Softstar Entertainment Inc. (Taipei)          |
| Suikoden III                                             | 2002         | PlayStation 2                                                                                  | Konami                                                         |
| Super-Bikes Riding Challenge                             | 2006         | PlayStation 2, PC                                                                              | Black Bean, Milestone                                          |
| Tech Deck: Bare Knuckle Grind                            | 2005         | Xbox                                                                                           | Visionscape Interactive                                        |
| Teenage Mutant Ninja Turtles: Mutant Melee               | 2005         | GameCube, PlayStation 2, Xbox, PC                                                              | Konami                                                         |
| Les Indestructibles : La Terrible Attaque du Démolisseur | 2005         | Mac OS X, GameCube, PlayStation 2, Windows, Xbox                                               | THQ                                                            |
| The Incredibles                                          | 2004         | Mac OS X, GameCube, PlayStation 2, Windows, Xbox                                               | D3 Publisher, Noviy Disk, Snowball.ru, THQ                     |
| The Settlers V : L'Héritage des Rois                     | 2004         | Windows                                                                                        | Ubisoft, Blue Byte                                             |
| The Settlers VI : Bâtisseurs d'empire                    | 2007         | Windows                                                                                        | Ubisoft, Blue Byte                                             |
| The SpongeBob SquarePants Movie                          | 2005         | GameCube, PlayStation 2, PC, Xbox                                                              | THQ, Aspyr, Heavy Iron Studios                                 |
| The Sword Of Etheria (OZ in Japan)                       | 2005         | PlayStation 2                                                                                  | Konami                                                         |
| The Warriors                                             | 2005         | PlayStation 2, Xbox                                                                            | Rockstar Toronto, Rockstar Games                               |
| Tony Hawk's Pro Skater 3                                 | 2001         | GameCube, PlayStation 2, PC, Xbox                                                              | Neversoft, Activision                                          |
| Total Overdose                                           | 2005         | PlayStation 2, Xbox, PC                                                                        | SCI Games                                                      |
| Toxic Grind                                              | 2002         | Xbox                                                                                           | THQ, Blue Shift Inc.                                           |
| TrickStyle                                               | 1999         | Dreamcast, PC                                                                                  | Acclaim Entertainment, Criterion Games                         |
| Wangan Midnight Maximum Tune                             | 2004         | Arcade                                                                                         | Genki, Namco                                                   |
| Wangan Midnight Maximum Tune 2                           | 2005         | Arcade                                                                                         | Genki, Namco                                                   |
| Without Warning                                          | 2005         | PlayStation 2, Xbox                                                                            | Capcom Entertainment                                           |
| Xuan Yuan Sword 5                                        | 2006         | PC                                                                                             | DOMO Team, Softstar Entertainment Inc. (Taipei)                |
| Xuan Yuan Sword Plus: Cloud of the Han                   | 2007         | PC                                                                                             | DOMO Team, Softstar Entertainment Inc. (Taipei)                |
| Xuan Yuan Sword Plus: The Far of Cloud                   | 2010         | PC                                                                                             | DOMO Team, Softstar Entertainment Inc. (Taipei)                |
| yourself!Fitness                                         | 2004         | PlayStation 2, Xbox, PC                                                                        | responDESIGN                                                   |
| Zanzarah : The Hidden Portal                             | 2002         | PC(Windows)                                                                                    | Funatics Development (Germany), THQ                            |
| Zatch Bell! Mamodo Battles                               | 2005         | GameCube                                                                                       | Bandai, Eighting                                               |